# Fluor (Amersfoort)
FLUOR (voorheen De Kelder) is een poppodium, gevestigd aan de Oliemolenhof 22 in Amersfoort. De Grote Zaal heeft een capaciteit van 600 personen, de Kleine Zaal een capaciteit van 200 personen. Het is een van de 39 Nederlandse kernpodia en is door de gemeente Amersfoort als basisvoorziening voor de Amersfoortse cultuur erkend. FLUOR beschikt naast het podium ook over oefenruimtes, een studio en horecavoorzieningen. In FLUOR vinden wekelijks concerten en clubavonden plaats. 

## Geschiedenis
FLUOR werd in 1989 opgericht als De Kelder onder het toen nieuw gebouwde 'Theater De Lieve Vrouw' op het Lieve Vrouwekerkhof in het centrum van Amersfoort.
Begin 2007 verhuisde De Kelder naar de voormalige lijmfabriek Rohm & Haas aan de Kleine Koppel in het De Nieuwe Stad, een creatief centrum in het Oliemolenkwartier (voorheen industriegebied "De Isselt"). De bedoeling was toen nog om twee zalen in het nieuwe Eemhuis te betrekken, maar vanwege de financiële risico's werd een streep door die plannen gezet.
In de zomer van 2015 verhuisde De Kelder alsnog naar een nieuwe locatie, tegenover de oude, aan de Oliemolenhof, eveneens gevestigd in De Nieuwe Stad. De naam werd daarbij veranderd naar FLUOR, omdat het nieuwe poppodium in een deel van de oude Prodentfabriek onderdak vond.
Sinds 1997 werd De Kelder beheerd door Stichting Cultureel Podium De Kelder, na de naamsverandering naar FLUOR is dat Stichting Poppodium FLUOR geworden. 
Onder meer Fratsen, New Cool Collective, Peter Pan Speedrock, De Staat, Partyraiser, Van Dik Hout, Nielson, Douwe Bob, Batmobile, Mute Drivers, Claw Boys Claw, Go Back to the Zoo, De Jeugd van Tegenwoordig, Handsome Poets en Jiggy Djé traden hier op.